# 玛丽亚·阿龙松
玛丽亚·阿龙松（瑞典語：Maria Aronsson，1983年12月23日—），瑞典女子足球运动员，场上位置是前锋。她曾代表瑞典国家队参加2008年夏季奥林匹克运动会足球比赛，获得第六名。